# Liana Salazar
Liana Milena Salazar Vergara (* 16. September 1992 in Bogotá) ist eine kolumbianische Fußballspielerin.

## Karriere

### Klub
Sie spielte in ihrer Zeit in den USA an der University of Kansas, für die dortige Mannschaft der Jayhawks. Im September machte sie dann den Schritt nach Europa, wo sie sich nun in Finnland Sudet Kouvola anschloss. Bereits nach wenigen Monaten kehrte sie von hier aber wieder zurück, um nun in ihrem Heimatland für Independiente Santa Fe zu spielen. Zur Saison 2018/19 wechselte sie von hier noch einmal weiter zu Atlético Huila.
Zum Jahresstart 2019 verließ sie dann wieder Kolumbien, um sich nun in der Volksrepublik China Beijing BSU anzuschließen. Dort verblieb sie über die nächsten zwei vollen Jahre und kehrte Anfang 2021 wieder zu Santa Fe zurück. Nach einem weiteren Jahr hier. Steht sie nun seit Anfang 2022 bei Corinthians São Paulo in Brasilien unter Vertrag.

### Nationalmannschaft
Für die kolumbianische A-Nationalmannschaft hatte sie ihr Debüt im Jahr 2011. In diesem Jahr war sie auch Teil des Kaders der ersten Mannschaft bei einer Weltmeisterschaft. Bei der Ausgabe im Jahr 2011 erhielt sie zwei kürzere Einsätze in der Gruppenphase, nach derer ihre Mannschaft dann auch ausschied. Im Jahr drauf war sie auch beim Olympiaturnier 2012 dabei und erhielt hier erneut in zwei Spielen Einsatzzeit, bevor ihre Mannschaft ebenfalls nach der Gruppenphase ausschied.
Es folgte eine längere Durststrecke, in der sie entweder keine oder nur noch wenige Einsätze bekam bzw. nicht bei einem großen Turnier eingesetzt wurde. Erst ab dem Jahr 2016 sind von ihr wieder Spiele im Nationaltrikot bekannt, als sie mit, ein Teil des Kaders beim diesjährigen olympischen Turnier war. Aber auch diesmal schaffte sie es mit ihrem Team nicht über die Gruppenphase hinaus. Ihre erste bekannte Teilnahme an der Copa América im Jahr 2018, verlief hier schon deutlich besser, jedoch verpasste sie mit ihren Mitspielerinnen hier durch den letzten Platz in der Finalrunde die Qualifikation für die Weltmeisterschaft 2019.
Danach nahm sie aufgrund der COVID-19-Pandemie, erst mit der Copa América 2022 an ihrem ersten nächsten großen Turnier mit teil. Hier kam sie in zwei Gruppenspielen als auch dem Halbfinale zum Einsatz und erreichte mit ihrer Mannschaft am Ende auch das Finale, wo sie jedoch ohne Einsatz verblieb. Am Ende verlor man hier aber gegen Rekordmeister Brasilien mit 0:1. Im Turnierverlauf erzielte sie selbst auch ein Tor in der Gruppenphase. Mit dem Finaleinzug gelang aber zumindest auch die Qualifikation für die Weltmeisterschaft 2023.

## Erfolge
- Brasilianische Meisterin: 2022, 2023
- Brasilianische Superpokalsiegern: 2022, 2023